# معدن مس آشیو

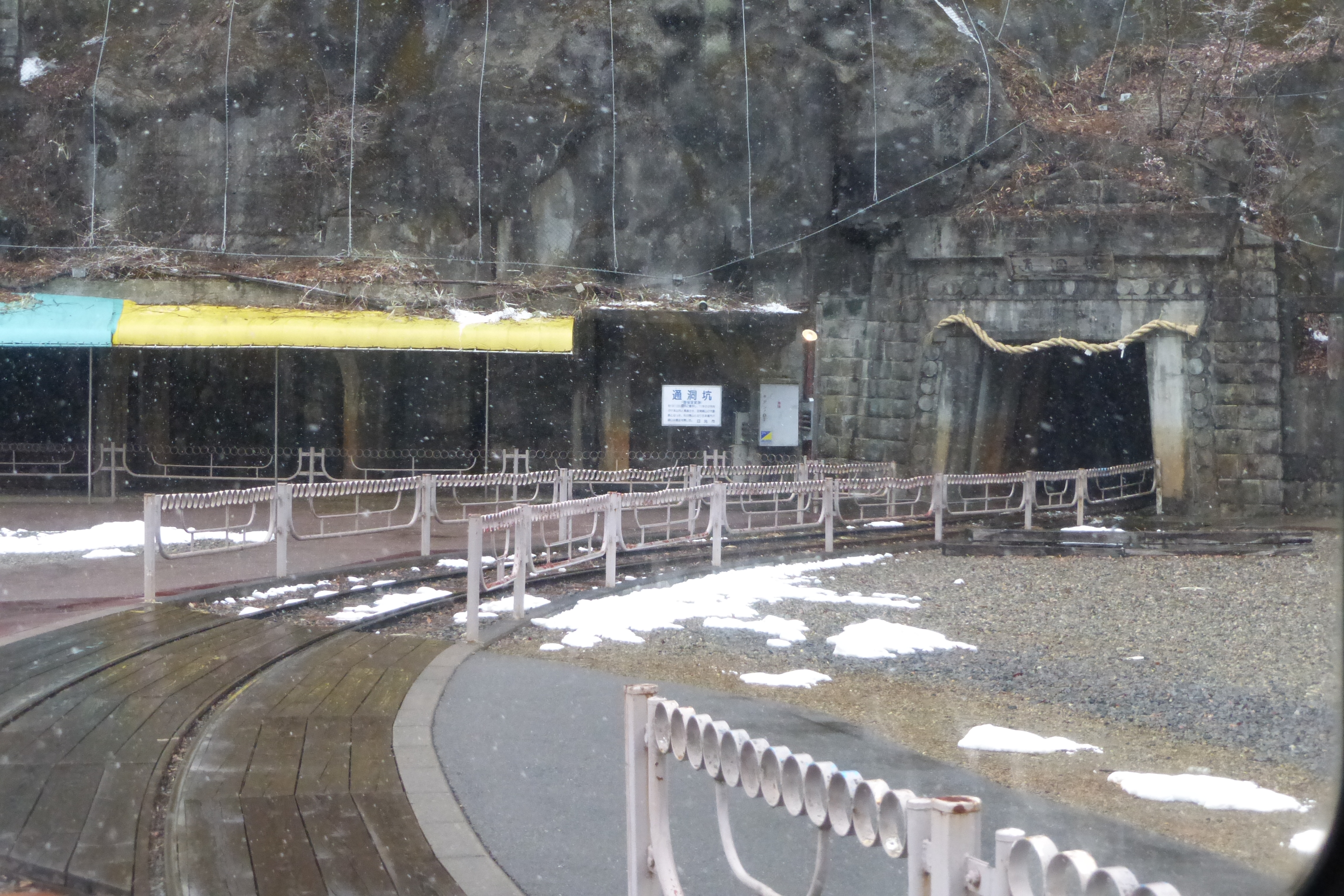
عکسی از ورودی معدن، ۲۰۱۵

معدن مس آشیو (足尾銅山 Ashio Dōzan) یک معدن مس واقع در شهر آشیو، توچیگی (که اکنون بخشی از شهر نیکو، توچیگی است)، در منطقهٔ کانتو شمالی ژاپن بود. این مکان محل اولین فاجعهٔ زیست‌محیطی ژاپن در دههٔ ۱۸۸۰ و صحنهٔ شورش معدنچیان در سال ۱۹۰۷ بود. این فاجعهٔ آلودگی منجر به تولد جنبش زیست‌محیطی ژاپن: ۹۰  و صدور سومین فرمان پیشگیری از آلودگی معادن در سال ۱۸۹۷ شد.: ۱۰۲ این فاجعه همچنین باعث تغییراتی در عملیات معدن شد که در شورش‌های سال ۱۹۰۷: ۱۰۲ بخشی از یک رشته اختلافات مربوط به معادن در سال ۱۹۰۷ گردید.: ۱۸۹–۱۹۰ اسرای جنگی در طول جنگ جهانی دوم، در این معدن به کار اجباری گرفته می‌شدند.

## تاریخچه
طبق گزارش‌ها، ذخایر مس در این منطقه حدود سال ۱۵۵۰ کشف شده‌اند، اما بهره‌برداری از آن تا زمانی که دو خانوار محلی در سال ۱۶۱۰ مجوز رسمی برای تأسیس معدن دریافت نکردند، آغاز نشد. در سال ۱۶۱۱، مس این مکان به مقامات شوگون‌سالاری تقدیم شد؛ و اندکی پس از آن، آشیو رسماً به عنوان معدن مس متعلق به شوگون‌سالاری توکوگاوا فهرست شد. مس، از جمله مس استخراج‌شده از معدن آشیو، نقش مهمی در تثبیت حکومت توکوگاوا در اوایل دههٔ ۱۶۰۰ میلادی ایفا کرد و بعدها پس از سال ۱۶۸۵ به صادرات اصلی فلز ژاپن تبدیل شد.: ۷۴–۷۷ مس این معدن در ضرب سکه‌های مسی کانئی تسوهو و در سقف معبد شوگانات زوجو در ادو استفاده می‌شد. این معدن در اوج خود، سالانه حدود ۱۲۰۰ تن مس تولید می‌کرد؛ با این حال، صنعت معدن ژاپن در اواخر دورهٔ ادو رو به زوال گذاشت و معدن آشیو در زمان بازشازی می‌جی تقریباً تعطیل شد. این معدن در سال ۱۸۷۱ پس از صنعتی شدن آغازشده توسط بازسازی می‌جی، به مالکیت خصوصی درآمد و در آن زمان تولید آن به کمتر از ۱۵۰ تن در سال کاهش یافته بود.: ۳۵۲–۳۵۴ با این حال، در سال ۱۸۷۷، این معدن به مالکیت فوروکاوا ایچیبی درآمد، که سپس با استفاده از حمایت مالی شیبوساوا ایچی و یافتن رگه‌های جدید مس، معدن را با فناوری مدرن و تخصص مهندسی معدن خارجی نوسازی و گسترش داد. تا دههٔ ۱۸۸۰ تولید به طرز چشمگیری افزایش یافت و تا سال ۱۸۸۴ به ۲۲۸۶ تن رسید که ۲۶ درصد از تولید مس ژاپن را تشکیل می‌داد. یک سال بعد، این معدن بیش از نه میلیون تن مس تولید می‌کرد و تا پایان قرن، ۴۰ درصد از تولید مس ژاپن را تشکیل می‌داد.: ۸۹ در طول دورهٔ می‌جی، تری‌اکسید آرسنیک به یک محصول ثانویهٔ اصلی این معدن تبدیل شد و مقادیر زیادی اسید سولفوریک نیز برای استخراج مواد معدنی مورد استفاده قرار گرفت.
پس از حادثهٔ معدن مس آشیو و صدور فرمان پیشگیری از آلودگی معادن در سال ۱۸۹۷، صاحبان معدن سیاست قبلی خود را که بر گسترش متمرکز بود، با سیاست تثبیت و کاهش هزینه‌ها جایگزین کردند.: ۶۸–۶۹ 
در فوریه ۱۹۰۷، معدنچیان این معدن به مدت سه روز به دلیل دستمزد پایین و شرایط نامناسب کاری دست به شورش زدند. خسارت ناشی از شورش در مجموع بیش از ۲۸۳۰۰۰ ین بود.: ۹۳–۱۰۹ 
بخش حفاری معدن آشیو در سال ۱۹۷۳، پس از قرن‌ها استخراج و ورود سنگ معدن مس خارجی به بازار ژاپن، تعطیل شد.: ۱۹ در این زمان، طول کل تونل‌ها و شفت آن به ۱۲۳۴ کیلومتر رسیده بود.
کار ذوب در این معدن با استفاده از سنگ معدن وارداتی تا سال ۱۹۸۹ ادامه داشت. پس از آن، این مکان برای بازیافت پسماندهای صنعتی مورد استفاده قرار گرفت.
«معدن مس آشیو» (به عنوان یک جاذبه گردشگری برای معرفی تاریخ معدن مس) در سال ۱۹۸۰، به همراه موزهٔ تاریخ آشیو فوروکاوا افتتاح شد. این معدن در سال ۲۰۰۸، به عنوان یک مکان تاریخی ملی تحت حفاظت قرار گرفت.